# Hildreth Frost
Pour les articles homonymes, voir Frost.
Hildreth Frost, né le 22 juin 1880 à Newton Upper Falls (en), village dans la ville de Newton au Massachusetts et mort le 7 septembre 1955 à Colorado Springs, est un avocat et un soldat du Colorado qui commande la compagnie A du 2e régiment d'infanterie pendant la guerre Colorado Coalfield. Il est également juge-avocat des cours martiales militaires des membres de la garde nationale du Colorado après le massacre de Ludlow.

## Biographie

### Jeunesse et début de carrière
Hildreth Frost, né le 22 juin 1880 à Newton Upper Falls, est le fils de Walter Clarence et de Mary Ella (Hildreth) Frost.
Il obtient un baccalauréat universitaire du Colorado College en 1901, la même année que la grève de Cripple Creek, et un diplôme en droit de Harvard en 1904. Il travaille comme avocat sur des questions relatives à l'industrie minière, qui est un employeur important dans le sud du Colorado avant la Grande Dépression.
Le 26 octobre 1913, le gouverneur du Colorado Elias M. Ammons ordonne à la Garde nationale du Colorado de se déployer dans les bassins miniers du sud près de Trinidad et Walsenburg en réponse à la violence associée à la grève de l'United Mine Workers of America contre la société Colorado Fuel and Iron qui avait commencé le 23 septembre. Le capitaine Frost dirige la compagnie A dans la zone de grève, l'une des nombreuses unités déployées. Comme d'autres unités de la Garde nationale dans la zone de grève, la compagnie A commence à intégrer des gardes des mines CF&I dans ses rangs.
La compagnie A reste déployée jusqu'à la fin de la visite du comité du Congrès et la publication du rapport militaire sur la zone de grève, rentrant chez elle le 17 avril 1914. Cependant, le premier sergent et les deux lieutenants de la compagnie restent et participent au massacre de Ludlow, où une vingtaine de grévistes et leurs familles sont tués.
Le capitaine Frost participe à l'engagement le plus au nord du conflit, une bataille d'artillerie de dix heures près des mines de Louisville, au nord de Denver, le 28 avril. Deux briseurs de grève sont grièvement blessés pendant la bataille contre les mineurs en colère
À la suite du conflit, plusieurs membres de la Garde nationale du Colorado, dont le lieutenant Karl Linderfelt et le major Patrick J. Hamrock, sont traduits en cour martiale pour la violence à Ludlow et le meurtre du chef de grève Louis Tikas. Frost participe aux procès, qui ne donne lieu à aucune sanction, en tant que juge-avocat.

### Après la guerre Coalfield
Frost épouse Bertha K. Marcum le 1er octobre 1914. Frost continue à travailler en tant qu'avocat après le conflit et est enrôlé après l'entrée des États-Unis dans la Première Guerre mondiale, contre laquelle il avait rédigé plusieurs articles d'opinion dans les journaux au cours des années qui l'ont précédé, faisant référence à son expérience lors de la grève de 1913-1914.

### Mort
Mort le 7 septembre 1955 à Colorado Springs, Hildreth Frost est inhumé dans le cimetière Evergreen de la ville.